# مايك إدواردز (لاعب كرة قدم)
مايك إدواردز (بالإنجليزية: Mike Edwards)‏ (10 سبتمبر 1974 في المملكة المتحدة - ) هو لاعب كرة قدم بريطاني في مركز الوسط. لعب مع نادي ترانمير روفرز لكرة القدم ونادي ريل.

## وصلات خارجية
- مايك إدواردز (لاعب كرة قدم) على موقع قاعدة بيانات كرة القدم.إي يو (الإنجليزية)